# Епимер
В химията, епимери са диастереомери, които се различават по конфигурацията само на един стереоцентър. Диастереомерите са клас стереоизомери, които не са огледални образи един на друг.
В химичната номенклатура, на един от епимерната двойка се дава представката епи- например хинин и епи-хинин. Когато двойката са енантиомери, представката става ент-.

## Примери
Монозахаридите α-глюкоза и β-глюкоза са епимери. При α-глюкозата, хидроксилната (-OH) група, свързана с първия (аномерен) въглероден атом от метиленовата група, е в направление, протовоположно на въглеродения атом от метиленовата група при позиция 6. При β-глюкозата, -OH групата е ориентирана в същата посока като метиленовата група. (в екваториална позиция). Тези две молекули са както епимери така също и аномери.
|                   |                   |
| α-D-глюкопираноза | β-D-глюкопираноза |

β-D-глюкопиранозата и β-D-манопираноза са епимери, защото се различават само по стереометрията при C-2 позиция. Хидроксилната група при β-D-глюкопиранозата е екваториална (в равнината на пръстена), докато при β-D-манопираноза C-2 хидроксилната група е осова (нагоре от равнината на пръстена). Тези две молекули са епимери, но не и аномери.
|                   |                  |
| β-D-глюкопираноза | β-D-манопираноза |

Доксорубицинът и епирубицинът са две близки лекарствени средства и епимери.
|                        |
| Doxorubicin–Epirubicin |

Други близко свързани съединения са епи-инозитол и инозитол както и липоксин и епи-липоксин.
|              |          |          |              |
| Епи-инозитол | Инозитол | Липоксин | Епи-липоксин |